# Santa Isabel (canton)
Pour les articles homonymes, voir Santa Isabel.
Santa Isabel est un canton d'Équateur situé dans la province d'Azuay.